# Cacheo (novela)
Cacheo (título original: Frisk) es una novela del escritor estadounidense Dennis Cooper, publicada en 1991 por la editorial Grove Press. La trama sigue la historia de Dennis, un hombre que vive en un mundo poblado de drogas y sexo anónimo que fantasea con asesinar de forma sadista a hombres jóvenes luego de tener sexo con ellos. La temática de la obra y la inclusión de escenas gráficas de violencia extrema generaron rechazo al momento de su publicación en algunos sectores de la comunidad LGBT, que acusaron a Cooper de «homofobia internalizada» y de ser un «virulento anti-gay», e incluso recibió amenazas de muerte producto de la controversia.
La novela es la segunda entrega del ciclo de George Miles, una serie de obras inspiradas en un novio de la juventud de Cooper y que se caracterizan por la erotización de la muerte y la violencia sexual. El propio George Miles aparece como personaje recurrente en las obras del ciclo, aunque cambia de identidad en cada una. En Cacheo, George está representado en el personaje de Kevin.
Cooper escribió la obra luego de vivir por dos años en Ámsterdam en un periodo de libertinaje, y exploró a través de ella su interés por el sexo y la violencia. Del mismo modo en que el protagonista de la obra escribe una carta relatando una serie de fantasías sadísticas, la novela como tal fue escrita por Cooper como forma de abordar este tema y seducir al lector para encontrar a otros que pensaran igual que él.
Fue adaptada en 1995 en la película homónima dirigida por Todd Verow, con guion de Jim Dwyer, George LaVoo y Verow. El estreno del filme también causó controversia y fue blanco de boletines de prensa en contra, gritos de protesta en medio de proyecciones y personas que abandonaron las salas de cine. El propio Cooper se distanció de la película luego de que los realizadores ignoraran un comunicado en que afirmaba que el filme perpetuaba estereotipos de su obra y que ofrecía una visión simplista de su escritura al mostrar de forma ambigua los crímenes cometidos por el protagonista.

## Argumento
La historia de la novela inicia en 1969, cuando Dennis era un muchacho de 13 años con la costumbre de visitar de forma recurrente una librería para ver revistas pornográficas de sexo entre hombres. Dennis queda impresionado cuando el dueño de la librería le permite ver unas fotografías pornográficas snuff en las que se muestra a un adolescente desnudo que aparentemente ha sido asesinado y la imagen ronda en su mente por mucho tiempo. Años después, en la década de 1970, Dennis ha iniciado una relación con un muchacho llamado Julián, quien participa con él en tríos sexuales con desconocidos. Una noche, Dennis identifica a uno de los muchachos drogados con los que estaban teniendo sexo como el chico de las fotos que había visto años atrás, por lo que entiende que eran imágenes falseadas. Durante el encuentro sexual, Julián golpea sin culpa la cabeza del muchacho contra una mesa, evento que despierta en Dennis un deseo erótico oculto por causar daño.
Con el pasar del tiempo, los deseos sadistas de Dennis se incrementan y llega incluso a golpear salvajemente a uno de sus amantes hasta dejarlo inconsciente. También empieza a contarle a un prostituto sus fantasías violentas y su deseo creciente por asesinar. Cuando un amigo le comenta de un muchacho llamado Joe a quien le gustaba ser maltratado durante las relaciones sexuales, Dennis rápidamente le pide que se lo presente. Sin embargo, Joe desaparece y tiempo después es encontrado asesinado. La muerte de Joe se convierte entonces en uno de los pensamientos más estimulantes para Dennis, quien reconstruye con lujo de detalles en su mente la forma en que Joe fue asesinado como máxima forma de satisfacción sexual.
En 1989, Dennis le escribe una carta a Julián en la que le hace un recuento detallado de una serie de violaciones y asesinatos sadistas a hombres jóvenes que supuestamente ha cometido en Ámsterdam. De acuerdo con la carta, las torturas y asesinatos iniciaron luego de que Dennis se mudara a la ciudad. Tiempo después conoció a dos alemanes a quienes les confesó sus crímenes y que decidieron unirse a él. Los tres se embarcaron en una nueva serie de asesinatos, entre los que estaba el de un niño de once años, a quien drogaron, violaron y torturaron de formas espantosas antes de destriparlo. Julián decide viajar a Ámsterdam junto a su hermano menor, un muchacho llamado Kevin con quien Dennis también había tenido una relación años atrás, para averiguar si los asesinatos realmente habían ocurrido o si eran otra de las fantasías sadistas de Dennis.

## Análisis

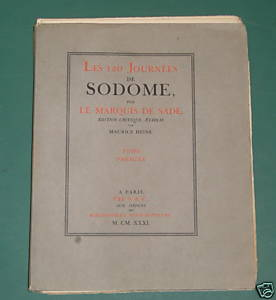
Una de las influencias de Cooper fue la novela Los 120 días de Sodoma (1904), del Marqués de Sade.

En la novela, el sadismo y la depravación del protagonista nacen como resultado de su obsesión con el cuerpo humano masculino, que encarna para Dennis un ideal mucho más fascinante que los existentes en la sociedad posmoderna en la que vive. Esta fijación está presente desde que estudia las supuestas fotografías snuff a sus 13 años y ve a través del ano mutilado del muchacho fotografiado un escape hacia una realidad oculta que le resulta tentadora: «En su centro hay una fosa, o la pequeña entrada a un túnel, muy desenfocado como para explorar con los propios ojos, pero muy misterioso como para no querer intentarlo».
La obsesión de Dennis sobrepasa la simple exploración sexual y se centra en el cuerpo como una verdad más pura y profunda que los valores sociales contemporáneos, lo que lo lleva a iniciar una búsqueda por entender cada aspecto físico del cuerpo humano, ya sea en la vida real, por ejemplo al analizar los excrementos de uno de sus amantes para intentar hallar en ellos «información» para entender mejor su cuerpo, o en sus fantasías, que se ven pobladas de asesinatos sexuales e incluso instancias de canibalismo y coprofagia. La fascinación de Dennis con el cuerpo masculino crece tanto con los años que llega a tomar rasgos religiosos, como cuando describe la experiencia de las fotografías en términos semejantes a un deslumbramiento o una epifanía:

O tal vez no estaba sintiendo nada, solo estupefacción y entumecimiento (...)  No lo sé. Pienso en ello como algo religioso. Como las personas dementes cuando dicen que han visto a Dios. Yo vi a Dios en esas fotografías, y cuando me imagino diseccionándote, digamos, empiezo a sentirme de esa forma de nuevo.

Un aspecto importante es que el autor sugiere que estos deseos solo pueden ser racionalizados a través de la ficción. Esta idea está presente también en la novela American Psycho (1991) de Bret Easton Ellis, que sigue así mismo a un hombre hastiado de la sociedad que supuestamente comete una serie de asesinatos brutales que en realidad parecen haber nacido de sus fantasías. Para Cooper, el lenguaje representa la única manera de darle forma a los deseos de Dennis de mutilar y explorar el cuerpo masculino hasta niveles jamás alcanzados, pues en realidad constituyen construcciones pornográficas que solo pueden conservar su fascinación gracias al poder del lenguaje de abstraer la humanidad de una persona.
Varias de las ideas exploradas en Cacheo son retomadas por Cooper en el resto de obras del ciclo de George Miles, así como en la novela Chaperos (2004), donde el papel que juegan las fotografías snuff como catalizador de fantasías sadistas es reemplazado por un sitio web donde usuarios publican reseñas de encuentros con trabajadores sexuales, aunque los deseos violentos expresados, en lugar de ser individuales, pasan a formar una fantasía colectiva.

## Recepción

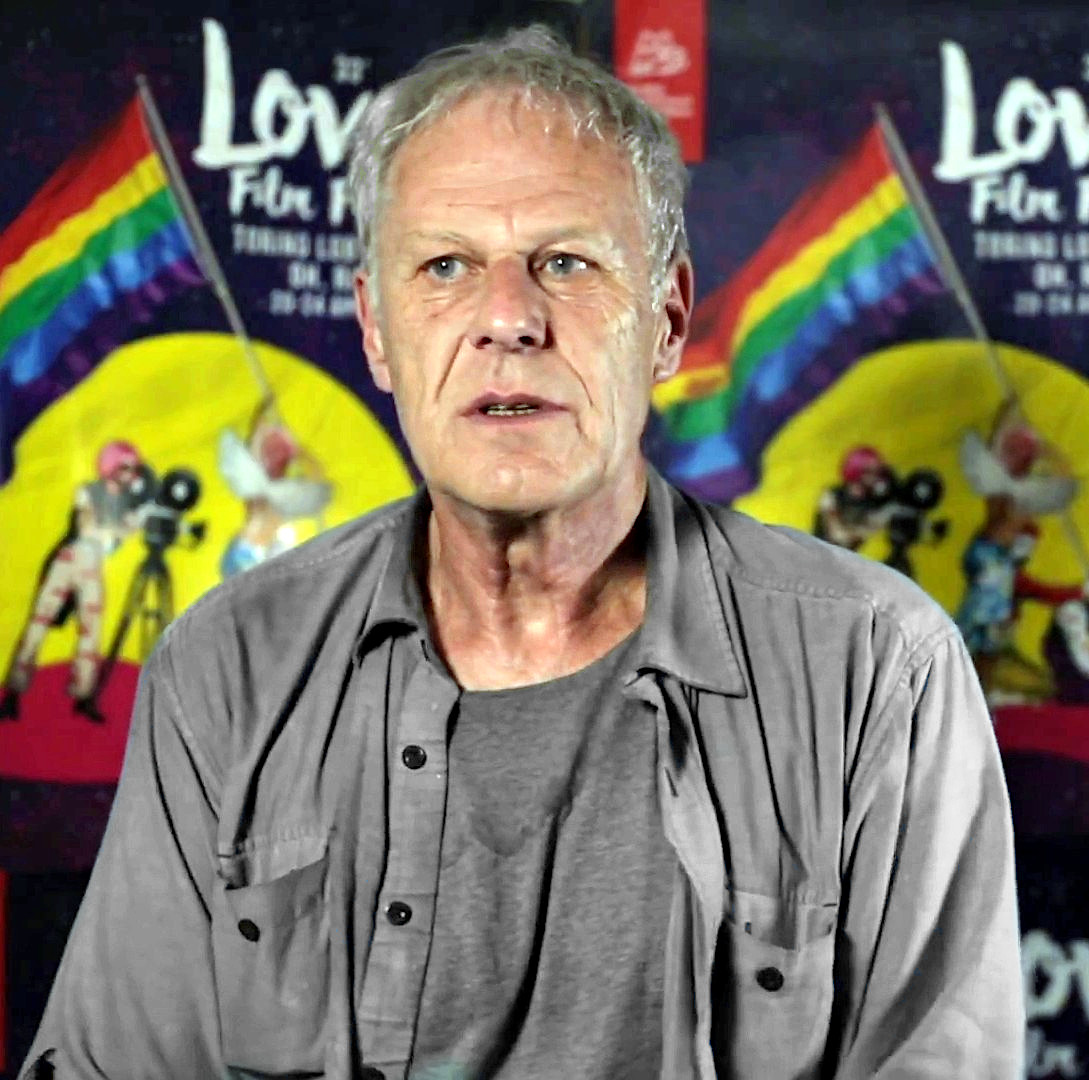
Dennis Cooper en 2018.

La novela es una de las obras más controversiales de Cooper, particularmente por el intento de retratar de forma realista los asesinatos de muchachos cometidos por el protagonista como forma de gratificacción sexual. Poco antes de que realizara una lectura de la novela en San Francisco, Cooper recibió amenazas de muerte en un panfleto de autoría del colectivo LGBT «Hookers Undivided Liberation Army». El folleto incluía el mensaje «Dennis Cooper debe morir» y criticaba el libro por supuestamente glorificar la explotación y el asesinato de adolescentes. Cooper tomó la amenaza de forma seria y decidió cancelar la gira del libro.
Una de las decisiones creativas que despertó más señalamientos fue el darle al protagonista de la obra su propio nombre. De acuerdo a Cooper, tanto este detalle como el resto de paralelos que existen entre el protagonista y él, fueron decisiones conscientes que tomó como forma de provocación y de autoincriminarse, además de ayudarlo a explorar en el texto los límites entre realidad y ficción. Con respecto a la violencia y los asesinatos, afirmó: «[La novela] intenta, de diferentes maneras, llevar a los lectores a creer que una serie de asesinatos son reales, luego se anuncia como ficción, con suerte dejando a los lectores como responsables de cualquier placer que hayan sentido al creer que los asesinatos eran reales [...] El asesinato es solo erótico en la imaginación, si acaso».
La novela ha sido utilizada como material de estudio en las clases universitarias de teoría queer de académicos como Alan Sinfield y Jonathan Dollimore.

### Opinión crítica
La mayoría de críticos enfocaron sus análisis en el abordaje del sexo y la violencia en la novela. Michael Silverblatt, en un artículo escrito para Los Angeles Times, aseveró que la obra estaba destinada a convertirse en un clásico y que se sostenía por «su extraordinaria vileza, la imaginación psicótica de su violencia y su fealdad vigorizante». También elogió su «visión oscura» y el lenguaje empleado por Cooper, que Silverblatt tildó de «extremadamente profano, incluso inmundo, tan inmundo que no se puede citar en un periódico como este». La reseña de Publishers Weekly la calificó como su obra «más perturbadora hasta la fecha» y se refirió a varios pasajes como «horripilantes», aunque a la vez elogió la «excepcional valentía» de Cooper. La escritora argentina Mariana Enríquez también se refirió de forma positiva a la novela y la calificó de «brutal» y de «monólogo obsesivo y aterrador».
Entre las opiniones críticas negativas está la de Kirkus Reviews, que afirmó que Cooper «fracasa en su intento de transformar voyerismo en arte» y que su tratamiento es «más hastiado y monótono antes que revelador». También sostuvo que la obra era por momentos tan exagerada que daba la impresión de ser «parodia de humor negro».